# Az Amerikai Egyesült Államok közigazgatási egységei

Az Amerikai Egyesült Államok közigazgatási térképe

Az Amerikai Egyesült Államok közigazgatási egységei közé tartozik:
- Az 50 szövetségi tagállam, amelyek megyékből (county) és megyei jogú városokból (township) állnak, valamint saját önkormányzattal rendelkező városokat, falvakat és egyéb községeket tartalmaznak. Az államalapító tizenhárom gyarmat kivételével az összes államot a kongresszus döntése alapján vették fel az Unióba.
- Washington, az Egyesült Államok fővárosa. A District of Columbia nem számít szövetségi államnak, nem delegál szenátorokat a szenátusba, illetve képviselőket a kongresszusba, bár lakosai szavazhatnak az elnökválasztáson, és képviselőket küldhetnek az elektori kollégiumba.
- Az indián rezervátumok szinte teljes függetlenséget élveznek. Bár mindegyik rezervátum egy állam része, lakosai részt vesznek az állam szavazásain és fizetik a szövetségi adókat, a rezervátumokra nem vonatkoznak az állami és helyi törvények. A rezervátumok ambivalens állapota számos lehetőséggel és kihívással is jár. A szerencsejátékot tiltó államok területén egyes rezervátumokban kaszinók nyíltak; más esetekben azonban a cégeket a bizonytalan jogi szabályozás tartott vissza attól, hogy a rezervátum területén végezzenek üzleti tevékenységet.
- Az amerikai szuverenitás alá eső azon területek, amelyek nem tartoznak az USA területéhez. Ezek lehetnek lakott és lakatlan, önkormányzattal rendelkező illetve nem rendelkező területek. A jelenlegi 50 államból 31 állam rendelkezett ilyen státusszal mielőtt belépett az Unióba.
- A szövetségi unió, amely az Egyesült Államok tagállamainak területéből áll, és kizárólagos hatáskörrel rendelkezik a katonai támaszpontok, valamint az amerikai nagykövetségek és konzulátusok felett. Az 1973-as District of Columbia Home Rule Act of 1973 törvény beiktatásáig Washington, D.C. helyi ügyei is szövetségi felügyelet alá tartoztak.
- Kvázi-politikai entitások, például természetvédelmi területek és iskolakörzetek, amelyek általában csak egy adott földrajzi területre kijelölt helyhatósági testületek.
- Egyéb, bizonyos hatósági funkciókat betöltő szervezetek, amelyeknek az általában önkormányzatokra vonatkozó előírásoknak kell megfelelniük (például lakópark-kezelő szervezetek).

## Közigazgatási egységek és működésük
A szövetségi unió utáni legnagyobb közigazgatási egység az állam. Jogi szempontból nézve az államok nem az Egyesült Államokból készített alegységek, hanem olyan egységek, amelyekből az Egyesült Államok áll. Az USA és az azt alkotó államok a párhuzamos szuverenitás elvén léteznek. A Legfelsőbb Bíróság számos döntése azt mutatja, hogy az államok valamint az USA (vagyis az 50 állammal és Washington, D.C.-vel együtt létező szövetségi állam) szuverén entitásnak tekinthető. Az Egyesült Államok szuverenitását az amerikai alkotmány korlátozza. Az államok szuverenitása korlátlan, két kivétellel. Az első kivétel az alkotmányon keresztül a szövetségi államra átruházott szuverenitás; a második pedig az állam saját alkotmánya, amely általában korlátozza az adott állam szuverenitását.
A legtöbb állam decentralizálja a szuverén hatalom gyakorlását. Ez általában három szintű irányítást jelent - van, ahol csak kettőt, és van, ahol három szintnél többet. A decentralizáció első szintje az állam szintje; ezek a szervezetek az államvezetés közvetlen irányítása alá tartoznak. Ilyen szervezet lehet például az állam statisztikai hivatala, a közlekedési hatóság vagy az egészségügy. A decentralizáció második szintje megyei szintű (általában county, de Alaszkában borough, Louisianában pedig parish). A második szint emellett lehet egy nagyvárosi körzet is. A Középnyugat államaiban gyakori egy harmadik adminisztrációs szint, a megye alá tartozó megyei jogú város.
A megyék tehát helyi támogatást nyújtanak az állami szintű funkcióknak, például az adók beszedésének (az egyes megyéknek szinte soha nincsen lehetőségük saját adók kivetésére). A megyék ugyanakkor túl nagyok ahhoz, hogy önkormányzati szintű szolgáltatásokat nyújtsanak, ezért a megyei jogú városok látják el azokat a településeket, amelyek nem rendelkeznek saját önkormányzattal.

## Az Egyesült Államok területének szövetségi ellenőrzése

### A Kongresszus által
Az alkotmány szerint új államok felvételéről a kongresszus dönt. Az új állam nem tartozhat egy másik állam törvénykezése alá, illetve két állam csak akkor vonható össze, ha arra mindkét állam törvénykezése és a Kongresszus is engedélyt ad. Az USA területével kapcsolatos törvényeket is a Kongresszus hozza.
A területi felosztásokkal kapcsolatos kizárólagos kongresszusi irányítás azt jelenti, hogy ha egy állam az Unió tagjává válik, akkor a Kongresszus minden törvényi változását el kell fogadnia. Ezt a szabályt az USA történelme folyamán csak egyetlenegyszer szegték meg, amikor egy szakadár törvényhozás megalkotta Nyugat-Virginia államát és az amerikai polgárháborút megelőző hónapokban kivált Virginiából.

### A belügyminisztérium által
1849. március 30-án, a kongresszus 30. ülésének utolsó napján törvény született egy új minisztérium, a United States Department of Interior felállításáról. A többi ország belügyminisztériumával ellentétben az amerikai belügyminisztérium nem igazságügyi vagy rendészeti feladatokat lát el, hanem az ország területéért felel (területi kormányzatok felügyelete, köztulajdonú földterületek kezelése, stb.)

## Az Egyesült Államok tagállamai
Az Egyesült Államok függetlenségének kikiáltásával a tizenhárom gyarmatból tizenhárom független állam lett. A nyugati irányú terjeszkedéssel egyre nőtt az államok száma, és elérte a mai 50 államot:
| - Alabama (AL) - Alaszka (AK) - Arizona (AZ) - Arkansas (AR) - Colorado (CO) - Connecticut (CT) - Delaware (DE) - Dél-Karolina (SC) - Dél-Dakota (SD) - Észak-Karolina (NC) | - Észak-Dakota (ND) - Florida (FL) - Georgia (GA) - Hawaii (HI) - Idaho (ID) - Illinois (IL) - Indiana (IN) - Iowa (IA) - Kalifornia (CA) - Kansas (KS) | - Kentucky (KY) - Louisiana (LA) - Maine (ME) - Maryland (MD) - Massachusetts (MA) - Michigan (MI) - Minnesota (MN) - Mississippi (MS) - Missouri (MO) - Montana (MT) | - Nebraska (NE) - Nevada (NV) - New Hampshire (NH) - New Jersey (NJ) - New York (NY) - Nyugat-Virginia (WV) - Ohio (OH) - Oklahoma (OK) - Oregon (OR) - Pennsylvania (PA) | - Rhode Island (RI) - Tennessee (TN) - Texas (TX) - Utah (UT) - Új-Mexikó (NM) - Vermont (VT) - Virginia (VA) - Washington (WA) - Wisconsin (WI) - Wyoming (WY) |

Az Egyesült Államok térképe államhatárokkal. Alaszka és Hawaii térképénél a lépték eltér a nagy térképétől. Az Aleut-szigeteket és a lakatlan Északnyugati Hawaii-szigeteket a térkép nem tartalmazza

A nemzeti és a tagállami kormányok kapcsolata a föderációs államrendszer miatt meglehetősen összetett. Az amerikai törvények értelmében a tagállamok szuverén entitásnak számítanak, azaz a tagállamok hatalma az állam lakosaiból származik, és nem pedig a szövetségi (föderális) államtól. A szövetségi állam akkor jött létre, amikor a szuverén tagállamok a szuverenitásuk egy részét egy központi kormányra ruházták át. Ezen átruházás eredményeként a szövetségi állam szuverenitása korlátozott, a tagállamok szuverenitása pedig korlátlan, kivéve a szuverenitás azon részeit, amelyeket a szövetségi kormányra ruháztak át. A szövetségi szintű törvények felülírják az állami szintű törvényeket ott, ahol a szövetségi kormány is illetékes, de az amerikai alkotmány korlátozza a szövetségi kormány jogait.
Az amerikai polgárháború és a Texas vs. White tárgyalás eredménye megmutatta, hogy az államoknak nem áll jogukban kiválni az Unióból, valamint hogy az alkotmány értelmében nem határozhatják meg a külpolitikájukat.
Az 50 államot több blokkra lehet osztani:
- az úgynevezett „kontinentális Egyesült Államok” („CONUS”) az egybefüggő 48 államot jelenti
- Alaszka egy enklávé, amely csupán Kanadával határos
- A Hawaii-szigetek a Csendes-óceán közepén találhatók.

Az Egyesült Államok emellett több más területre is kiterjesztette a szuverenitását, így többek között Washington szövetségi területére és számos szigetre: Amerikai Szamoa, Guam, Északi-Mariana-szigetek, Puerto Rico és Amerikai Virgin-szigetek. Ezekre a külső területekre a Legfelsőbb Bíróság döntése alapján nem vonatkozik feltétlenül az amerikai alkotmány - a kongresszus döntheti el, hogy az alkotmány egésze, egy része, vagy egyáltalán nem vonatkozik az adott területre. Az egyetlen kivétel a lakatlan Palmyra-atoll.
Az amerikai haditengerészet 1898 óta tart fenn támaszpontot a kubai Guantánamo-öbölben. A bázis területét korlátlan ideig lízingelő nemzetközi szerződést Kuba törvénytelennek tartja.

### A tagállamok szerkezete

#### Megyék
A tagállamokat kisebb adminisztratív körzetekre, úgynevezett megyékre (county) osztják (Alaszkában borough, Louisianában pedig parish). Egyes államok területén független városok is találhatók - ezek egy megye vagy megyei jogú város hatáskörébe sem tartoznak. Egy másik fajta adminisztratív körzet esetén a város és a megye összeolvadt, és jogilag független városként működik. Csak Virginia államban 39 független város található; szintén független város a kaliforniai San Francisco, a marylandi Baltimore, a Missouri-állambeli St. Louis, a coloradói Denver illetve a nevadai Carson City.
Egy megyében egyszerre több város, falu vagy akár városrész is található. A megyék politikai és jogi befolyása változó, de ettől függetlenül mindig egy tagállam adminisztratív körzetének számítanak.

#### Városok
Az Egyesült Államok területén nagyjából 30 000 város található.

## Tagállamok által nem adminisztrált területek

### Az Egyesült Államok szövetségi kerülete
Washington (District of Columbia) sokban különbözik a többi államtól. Nem számít például államnak - fizet adót, de nem jelölhet ki szenátorokat és képviselőket. Washington területét Maryland és Virginia állam adta át a szövetségi kormánynak, bár a virginiai területeket az állam később visszavette, mondván a főváros nem használta. A szövetségi terület, a főváros és Washington, D.C. gyakorlatilag egymás szinonimái.

### Indián rezervátumok
Az indián rezervátumok különleges politikai és jogi státuszt élveznek. Az amerikai törvények szerint az indián törzsi földek szuverén nemzetállamnak számítanak, azaz a törvényi hatalmuk független az állami és szövetségi kormányoktól. A törzsi szuverenitás jegyén belül azonban az indiánok nem cselekedhetnek a szövetségi kormánytól függetlenül, bár nem vonatkoznak rájuk a tagállami törvények. A 19. század végéig a szövetségi kormány és az indián törzsek közötti megállapodásokat nemzetközi szerződésként tartották nyilván. Napjainkban már belügyi jelleget öltöttek, és az 1883-as Dawes Act óta nem is kötöttek új szerződést indián törzsekkel.

### Az Egyesült Államok külső területei
A külső területek nem tartoznak egyetlen tagállamhoz sem és nem is részei egyetlen indián rezervátumnak sem. A külső területek lehetnek „incorporated” vagy „unincorporated” területek - az előbbiekre vonatkozik az amerikai alkotmány, az utóbbiakra nem. Az Északnyugati Terület 1789-es kialakításától számítva minden olyan terület, amely nem tagállamként került az Unióba a kongresszus irányítása alá került, és helyi szintén némi politikai autonómiával rendelkezett. Hawaii 1959-es csatlakozása óta a korábban Hawaii Területhez tartozó, lakatlan Palmyra-atoll kivételével az Egyesült Államoknak nincsen incorporated külső területe. Több, korábban unincorporated külső terület függetlenné vált: Kuba, a Fülöp-szigetek, Mikronéziai Szövetségi Államok, és Palau.

### Incorporated (az Egyesült Államok integrális része)

#### Lakott területek
- nincsen

#### Lakatlan területek
- Palmyra-atoll

### Unincorporated (részben autonóm területek)

#### Lakott területek
- Amerikai Szamoa (önrendelkező terület a U.S. Department of Interior felügyelete alatt)
- Guam (az Organic Act of 1950 törvény szerinti kormányzással)
- Északi-Mariana-szigetek (egy 1977-es törvény szerinti kormányzással)
- Puerto Rico (az 1950-es Puerto Rico-Federal Relations Act szerinti kormányzással)
- Amerikai Virgin-szigetek (a Revised Organic Act of 1954 szerinti kormányzással)

#### Lakatlan területek
A Palmyra-atollal együtt teszik ki az Amerikai Egyesült Államok lakatlan külbirtokait
- Baker-sziget
- Howland-sziget
- Jarvis-sziget
- Johnston-atoll
- Navassa-sziget
- Kingman-zátony
- Midway-szigetek
- Palmyra-atoll
- Wake-sziget